# Mario Caribé
Mario Lima Caribé da Rocha (* 6. August 1964 in São Paulo) ist ein brasilianischer Bassist in den Bereichen des Jazz, Salsa und der elektronischen Musik.
Mario Caribé hatte mit 13 Jahren Gitarrenunterricht, wechselte ein Jahr später zum Bass und begann seine Musikerkarriere in der lokalen Jazzszene. Er hatte dann Unterricht bei Nico Assumpção und studierte ab 1983 an der Universidade Estadual de Campinas Komposition und Kontrabass bei Paulo Pugliese, war Bassist beim Orquestra Sinfonica Municipal de Campinas. In dieser Zeit arbeitete er mit dem Jugend-Sinfonieorchester von Campinas und war Mitglied im Bandida Quartet. Zurück in São Paulo trat er in die Formation Heartbreakers ein, ein neunköpfiges Ensemble, das sich der Musik von Duke Ellington widmete. Caribé arbeitete für die Formation auch als Arrangeur und künstlerischer Leiter und trat außerdem mit Künstlern wie Gal Costa, Emilio Santiago, Milton Nascimento, Nana Caymmi, Zizi Possi, Cauby Peixoto, Elba Ramalho und Rita Lee auf.
1990 leitete er das Sextett 'Hard Bop & Cafe', mit dem er auf dem Free Jazz Festival 1991 auftrat. Außerdem arbeitete er mit der Latin-Jazz-Band Tumbao. 1996 zog Caribé für Studienzwecke nach Schottland, wo er im Sextett von Tommy Smith (Beasts of Scotland) und darauf im Scottish National Jazz Orchestra spielte. In Großbritannien arbeitete er u. a. auch mit Kenny Wheeler, Jamie Cullum, Phil Bancroft, Brian Kellock, Clark Tracey, Jonathan Gee, Guy Barker und Claude Deppa. 2002 nahm er für das schottische Label Caber das Album Bacuris auf, an dem u. a. der Saxophonist Martin Kershaw und Brian Kellock mitwirkten.